# ひとつ上の豆乳
ひとつ上の豆乳は、マルサンアイが発売している豆乳飲料のブランド名である。

## 概要
「きぬさやか」という大豆の品種を用いて、従来の豆乳より青臭さを抑えという豆乳及び豆乳飲料。
2014年12月1日現在、7種類のフレーバーが販売されている。
成分無調整の「豆乳」に加え、各種フレーバーを付けた豆乳飲料、「ニルギリ紅茶」、「白桃」、「アルフォンソマンゴー」、「宇治抹茶」、「とちおとめいちご」のラインナップとなっている。過去には「ソイラテ珈琲」、「ブラッドオレンジ」、「調整豆乳」、「ラフランス洋梨」もあった。

## 沿革
- 2009年3月1日 - 「ひとつ上の豆乳」新発売　成分無調整の「豆乳」に加え、2種類の豆乳飲料「ニルギリ紅茶」、「白桃」[1]

- 2010年3月1日 - 新フレーバー「ラフランス洋梨」追加発売[2]

- 2010年9月1日 - 新フレーバー「ソイラテ珈琲」追加発売

- 2011年9月1日 - 新フレーバー「ブラッドオレンジ」追加発売[3]

- 2012年3月20日頃 - 「ソイラテ珈琲」生産終了
- 2012年3月1日 - 新フレーバー「アルフォンソマンゴー」追加発売
- 2012年3月12日 - 新フレーバー「調整豆乳」追加発売[4]

- 2012年9月20日頃 - 「ラフランス洋梨」、「ブラッドオレンジ」生産終了

- 2012年9月3日 - 新フレーバー「宇治抹茶」追加発売[5]

- 2013年3月20日頃 - 「調整豆乳」生産終了

- 2013年9月2日 - 新フレーバー「とちおとめいちご」追加発売[6]

- 2014年3月3日 - 新フレーバー「カフェモカ」追加発売